# Videogiochi nel 1980

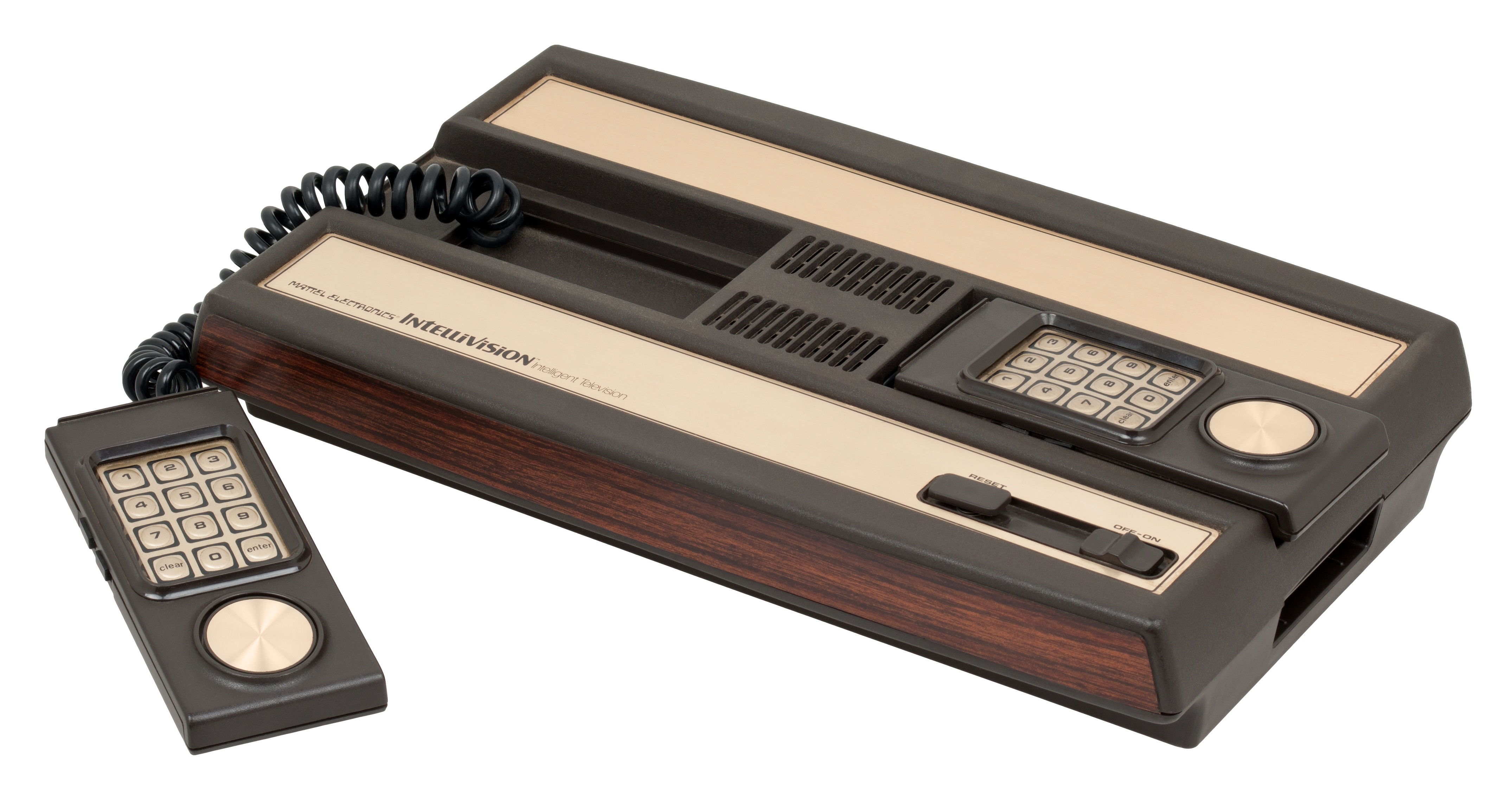
Intellivision

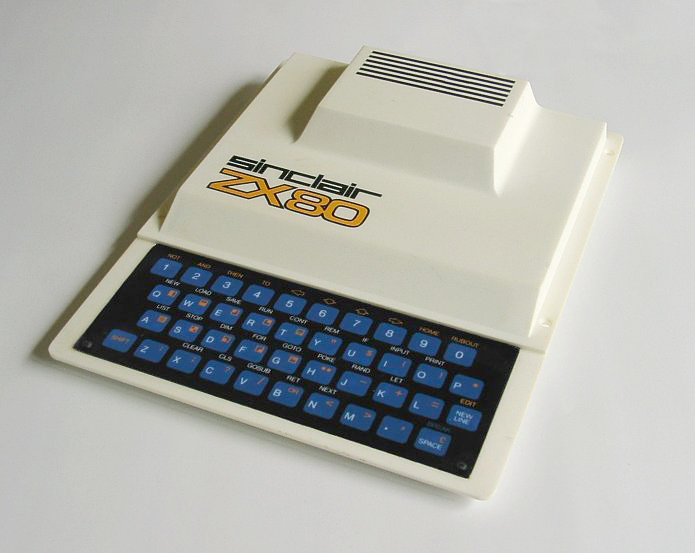
Sinclair ZX80

Eventi rilevanti avvenuti nell'industria dei videogiochi nel 1980. 
Per un elenco delle voci su giochi usciti nell'anno vedi Categoria:Videogiochi del 1980.

## Eventi

### Hardware
- Mattel mette in vendita su larga scala la console Intellivision (dopo una distribuzione limitata nel 1979). Grazie alla superiorità grafica riuscì a competere per un po' con il dominio dell'Atari 2600[1].
- Nintendo pubblica i primi modelli (iniziando da Ball) della serie di giochi elettronici portatili Game & Watch.
- Sinclair Research mette in vendita il computer ZX80, presentato a febbraio. È il primo computer destinato a un pubblico di massa, sebbene privo di vera grafia, sonoro e software commerciale[1]. L'anno successivo tuttavia arrivò una certa produzione di videogiochi commerciali.

### Giochi
- 3 aprile — Namco pubblica Pac-Man, videogioco arcade che ebbe un enorme successo.
- Richard Garriott sviluppa e distribuisce Akalabeth: World of Doom, il gioco che porterà allo sviluppo della serie di Ultima.
- Atari pubblica gli arcade Battlezone e Missile Command.
- Nintendo pubblica il videogioco arcade Radar Scope.
- Infocom pubblica l'avventura testuale Zork, prima della serie di Zork.

### Aziende
- Viene fondata la Activision, prima società videoludica dedicata esclusivamente alla produzione indipendente di software (inizialmente cartucce per Atari 2600) e prima intenzionata a dare fama e riconoscimenti agli autori dei giochi[1].
- Viene fondata la Hewson, inizialmente dedita a pubblicare libri sulla programmazione dello ZX80[1].
- Ottobre — Viene fondata la Psion[1].
- Viene fondata la Brøderbund.
- Viene fondata la HAL Laboratory.